# Clemens Zwijnenberg
Clemens Zwijnenberg (Losser, 18 maggio 1970) è un ex calciatore olandese, di ruolo difensore.